# Новожиловский сельский совет
Новожиловский сельский совет (укр. Новожилівська сільська рада) — административно-территориальная единица в Белогорском районе в составе АР Крым Украины (фактически до 2014 года), ранее до 1991 года — в  составе Крымской области УССР в СССР, до 1954 года — в составе Крымской области РСФСР в СССР, до 1945 года — как Бешаран-Отарский сельсовет (крымскотат. Беш Аран Отар кой шурасы) — в составе Крымской АССР РСФСР в СССР.
Население по переписи 2001 года составляло 2439 человек. Территория сельсовета лежит в степном Крыму, занимая нижнее течение долины реки Зуя и степь к северу, у границы с Симферопольским и Красногвардейским районами.
В состав сельсовета к 2014 году входило 6 сёл:

| - Анновка - Лермонтовка - Новоалександровка | - Новожиловка - Пятихлебное - Тургенево |

## История
В конце 1930-х годов был образован Бешаран-Отарский сельсовет (крымскотат. Беш Аран Отар кой шурасы, Beş Aran Otar köy şurası) после образования 10 июня 1937 года Зуйского района.
Указом Президиума Верховного Совета РСФСР от 21 августа 1945 года Бешаран-Отарский сельсовет был переименован в Новожиловский сельский совет. С 25 июня 1946 года совет в составе Крымской области РСФСР, а 26 апреля 1954 года Крымская область была передана из состава РСФСР в состав УССР. После упразднения в 1959 году Зуйского района сёла совета включили в состав Симферопольского. Время упразднения сельсовета пока не установлено: на 15 июня 1960 года он уже не существовал. К 1968 году Новожиловский сельсовет был восстановлен в следующем составе:

| - Анновка - Котельное - Лазо - Лермонтовка - Новоалександровка | - Новожиловка - Труд - Тургенево - Чикаренко |

К 1977 году были ликвидированы Котельное и Труд. В период между 1 июня 1977 года (на эту дату село ещё числилось в составе совета) и 1985 годом (в перечнях административно-территориальных изменений после этой даты не упоминается) упразднено Лазо, решением Крымского облисполкома от 16 сентября 1986 года ликвидировано Чикаренко и совет обрёл современный состав. С 12 февраля 1991 года сельсовет в восстановленной Крымской АССР, 26 февраля 1992 года переименованной в Автономную Республику Крым.
С 21 марта 2014 года в составе Крыма аннексирован Россией.
С 2014 года на месте сельсовета находится Новожиловское сельское поселение Республики Крым».